# PowerPC e700
De PowerPC e700 of NG-64 (Next Generation 64-bit) waren de codenamen van Freescale's eerste 64-bit embedded RISC-processorkernen.
In 2004 kondigde Freescale een nieuwe krachtige kern aan. Er was niet veel over bekend, behalve dat het een multi-core, multithreaded ontwerp zou worden dat gebruik zou maken van CoreNet-technologie, gedeeld met de e500mc-kern. Roadmaps lieten een frequentie van meer dan 3 GHz zien. De chips zouden vervaardigd worden volgens een 32 nm-proces en een naam krijgen in het MPC87xx-schema.
Freescale bracht in juni 2010 de e5500 uit, een processorkern met vergelijkbare specificaties.